# Мани, Саполь
Саполь Мани (араб. سابول ماني‎; 5 июня 1991, Ломе, Того) — тоголезский футболист, полузащитник.

## Карьера
В 2007 году по версии журнала World Soccer вошёл в число 50-ти самых многообещающих молодых игроков. В том же году начал выступления за основной состав клуба «Мараната».
В 2009 году перешёл в «Аль-Иттихад» из Триполи. Интерес к молодому таланту проявляли «Пари Сен-Жермен» и «Монако», но ливийский клуб отверг предложения.
В 2012 году перешёл в алжирский «КА Батна».
В 2015 году подписал двухлетний контракт с «Дачией».

## Сборная
В 2007 году вошёл в состав сборной Того на юношеский чемпионат мира.
За первую сборную дебютировал в 2008 году в матче против Свазиленда.

## Достижения
Аль-Иттихад:
- Чемпион Ливии: 2007/08, 2008/09, 2009,10
- Обладатель Кубка Ливии: 2009
- Обладатель Кубка Ливийской лиги: 2008/09
- Обладатель Суперкубка Ливии: 2007, 2008, 2009, 2010